# Daniel Argote
Pour les articles homonymes, voir Argote.
Daniel Argote, né le 21 juillet 1910 à Bayonne et mort le 10 août 1944 à Orthez, est un instituteur et résistant français.

## L'instituteur
Fils d'un menuisier du quartier Saint-Esprit de Bayonne, Daniel Argote entre en 1927 à l'école normale de Lescar (actuel lycée Jacques-Monod), dont il sort en 1930. Il est alors nommé à Sare, où il exerce une année.
De 1931 à 1932, il effectue son service militaire dans l'infanterie alpine. Démobilisé à l'automne 1932, Daniel Argote épouse Émilie Eucher-Lahon. Ils auront quatre enfants, dont deux meurent en bas âge.
Il est alors nommé instituteur à Banca puis, en 1934, à Saint-Martin-d'Arrossa. Dans cette école communale, il se fait alors remarquer par son engagement en faveur de la mixité dans les classes. Dans le contexte de la Guerre d'Espagne, Daniel Argote est détaché de son poste d'instituteur pour être nommé responsable des centres d'accueils pour enfants de réfugiés espagnols dans la région de Bayonne. Des colonies, de taille réduite, sont installées dans de grandes villas inoccupées et réquisitionnées: Bon Air, Chabiague, Lilinita à Biarritz ;  Erretegia à Bidart ; Chantana à Ustaritz ; une partie de l'ancien hôpital militaire devenu lycée technique à Bayonne, etc.

## Franc-maçonnerie
Franc-maçon, Daniel Argote est initié en 1934 au sein de la loge La Zélée (à Bayonne), du Grand Orient de France. Élevé au grade de maître en 1936, il participe à la loge internationale (franco-espagnole) Spartacus, (à Hendaye), au sein de laquelle il remplit la fonction élective de secrétaire à partir du 17 décembre 1936.

## Le soldat
En 1939, pendant la drôle de guerre, Daniel Argote est mobilisé comme chef de section (adjudant) au sein des Chasseurs pyrénéens. Fin 1940, il est fait prisonnier avec son régiment en Alsace. En 1941, il est libéré après treize mois de captivité car père d'une famille nombreuse (le dossier monté par sa femme mentionne quatre enfants, sans préciser que deux sont déjà morts).

## Le résistant
Daniel Argote devient alors, en octobre 1941, instituteur à Sallespisse, où il fait aussi fonction de secrétaire de mairie. Sallespisse est une commune située sur la ligne de démarcation, en zone occupée. Daniel Argote organise les passages en zone libre. Il se sert en effet de sa position de secrétaire de mairie pour fournir des fausses pièces d'identité, pour distribuer aux réfractaires du STO et aux maquisards des tickets d'alimentation. 
À l'automne 1943, la direction de l'Armée secrète pour le secteur d'Orthez lui revient. Comme chef militaire, il coordonne les actions de résistance, aménage un terrain de parachutage, se procure armes et munitions, établit un contact radio avec Londres. Depuis le débarquement allié du 6 juin 1944, Daniel Argote organise l'exfiltration de déserteurs polonais de l'armée allemande, par petits groupes de deux ou trois. Au début du mois d'août, il est contacté pour organiser la fuite d'un groupe plus important de soldats, une vingtaine. Le 10 août 1944, après avoir contourné à bicyclette la Papeterie d'Orthez, Daniel Argote rejoint la route de Biron : il tombe sur une embuscade et est abattu sans avoir le temps de s'échapper. Son corps est transporté sur une charrette à La Moutète, où il est gardé vingt-quatre heures par les occupants allemands. Le 11 août 1944, à 20 heures, Daniel Argote est enterré au cimetière d'Orthez par ses camarades Gérard Forgues, instituteur et Charles Labastie, secrétaire général de la mairie d'Orthez de l'Armée secrète, qui ont remplacé les employés des pompes funèbres pour rendre un dernier hommage à leur chef.

## Postérité
Le collège Bergerau d'Orthez est rebaptisé en 1995 collège Daniel Argote. Une plaque commémorative est installée à proximité en 2011.